# Lynchburg (Tennessee)
Lynchburg – miasto w Stanach Zjednoczonych, w stanie Tennessee, w hrabstwie Moore. Według danych z 2000 roku miasto miało 5740 mieszkańców.
W Lynchburgu znajduje się światowej sławy destylarnia whiskey, Jack Daniel’s.